# Direitos LGBT em Israel
No estado de Israel, até o ano de 1988, havia um código penal contra a homossexualidade, resquício do mandado britânico. Esse código, entretanto, nunca foi aplicado por aconselhamento do primeiro consultor judiciário do governo de Israel, Chaim Cohen. Em 1988, a Knesset (o parlamento de Israel) aboliu esse item do código penal e dessa forma foram tornadas legais as relações homossexuais.
Desde Novembro de 2006, o casamento gay é reconhecido em Israel. A união civil entre pessoas do mesmo sexo é reconhecida desde 1993, e um casal homossexual usufrui de quase todos os direitos de um matrimônio heterossexual. O exército israelense também aceita homossexuais (desde 1993). Aliás, ser homossexual não é empecilho para o serviço obrigatório no exército.

## Homossexualidade e política
Desde a revogação da ilegalidade da homossexualidade em 1988, um enorme progresso vem sendo alcançado na legislação pró-homossexuais. Em áreas tais quais a previdência social, o direito à herança e adoção de crianças por casais gays, os homossexuais têm direitos quase iguais aos casos de heterossexuais.
Em 2002, pela primeira vez na história de Israel, representantes da associação LGBT foram convidados ao escritório do primeiro-ministro Ariel Sharon. Nesse dia ele firmou o seu apoio a políticas pró-gays.
Os partidos Meretz, Ale Yarok, Avoda e Shinui são os partidos que mais favorecem o casamento gay, enquanto os partidos religiosos como Mafdal, Agudat Israel e Shas recusam qualquer alteração na lei conjugal de Israel.

## Paradas do Orgulho Gay
Em Israel, desde 1993, ocorrem todos os anos paradas do Orgulho LGBT em Telavive, e também desde 2005 em Jerusalém e Eilat. A cidade de Haifa conta com paradas desde 2007 1. Em 2010, foi a vez de Bersebá organizar a sua primeira parada LGBT 2. Há, nas paradas israelenses, a participação cada vez maior não apenas de homossexuais, mas também de parte da comunidade mais ampla, assim como nas maiores cidades do Ocidente, dando sinais que os cidadãos de Israel apoiam os gays e lésbicas e sua devida integração na sociedade.

## Adoção de Crianças
Em Novembro de 2005 foi aceito o pedido de uma lésbica adotar o filho da sua namorada pelo tribunal de justiça de Bersebá. Em Julho de 2017, o governo Israelense informou o Superior Tribunal de Justiça de Israel que não vai abolir os processos discriminatórios contra à adoção de crianças feita de casais LGBT. Justificando a decisão, dizendo que adoção feita de casais LGBT adiciona as crianças "bagagem adicional".

## A homossexualidade e o judaísmo, cristianismo e o islã em Israel
Israel é um centro religioso das três maiores fés monoteísticas do mundo. Os representantes das três religiões apresentam visões negativas a respeito da homossexualidade. Partidos israelenses ortodoxos como Shas e Agudat Israel várias vezes expressaram-se contra leis pró-gays e contra eventos de manifestação pública da homossexualidade.
Em 2005, os chefes das maiores religiões de Israel reuniram-se em Jerusalém para tentar impedir, sem sucesso, a realização da Parada do Orgulho LGBT na capital do país. Em geral, o movimento religioso não consegue obter a maioria  parlamentar para desfazer as resoluções pró-homossexuais (até hoje não foi desfeita nenhuma resolução favorável aos direitos humanos dos gays e lésbicas).

## Educação
No dia 21 de dezembro de 2006, a ministra da educação de Israel, Yuli Tamir ordenou os reitores de escolas no país a integrar o assunto LGBT nos planos educativos e a conscientizar a existência de organizações de ajuda aos jovens gays e lésbicas.

## Gays Palestinos
Israel é o único país no Oriente Médio, além da  Turquia, onde há vida gay aberta e assumida, como nos modelos ocidentais.
Não é esse o caso nos territórios palestinos, onde a homossexualidade constitui um crime. Gays e lésbicas são rigidamente perseguidos pelas autoridades e por grupos como o Hamas. Muitos homossexuais palestinos fogem para Israel, onde são por vezes suspeitos de serem terroristas, podendo ser deportados a qualquer momento.
As leis internacionais estabelecem que qualquer pessoa perseguida no seu país de origem não pode ser deportada, desde que apresente motivos bem fundamentados. O Supremo Tribunal de Israel emitiu três decisões que proíbem as autoridades israelitas de deportar gays e lésbicas do país.

## Centros Gays
Há casas noturnas e grupos de apoio em todas as regiões de Israel.

### Centro
- Telavive tem o maior número de estabelecimentos gays: organizações, bares, discotecas, livrarias e lugares de encontro.
- Jerusalém, sendo uma cidade com população mais tradicional, tem uma vida gay mais modesta. Tem casas noturnas, organizações, cafés e livraria gay.

### Norte
- Haifa

### Sul
- Bersebá
- Éilat

## Pessoas de interesse LGBT em Israel
- Amir Ohana: Gay ex-Ministro de Segurança Pública de Israel
- Benny Ziffer: Escritor em assunto homossexualidade
- Corinne Alal: Cantora lésbica
- Dana International: Cantora transgênero
- Eliad Cohen: DJ gay
- Eytan Fox: Diretor de cinema gay
- Ilan Sheinfeld:Escritor gay
- Ira Eden: Advogada lésbica vereadora de Tel-Aviv
- Ivri Lider: Cantor gay
- Ofer Nachshon: DJ gay e radialista
- Offer Nissim: DJ gay
- Sapir Berman: primeira transexual árbitra de futebol
- Uzi Even: Ex-membro de parlamento e ativista gay
- Yael Dayan: Política lutando por direitos gays
- Yorai Lahav-Hertzano: parlamentar gay

## Organizações LGBT
- Aguda: Associação de homossexuais, lésbicas, bissexuais e travestis.
- Beit Dror: Abrigo para adolescentes de 12 a 18 anos expulsos de casa por serem LGBTQIA+[1].
- Klaf: Comunidade lesbo-feminista
- A casa aberta (habáyit hapatuach): Organização gay hierosolamita.
- Lefanekha beraadá (diante de vós com temor): organização de apoio ao gay religioso